# Lasioglossum cerambyx
Lasioglossum cerambyx är en biart som beskrevs av Ebmer 1980. Lasioglossum cerambyx ingår i släktet smalbin, och familjen vägbin. Inga underarter finns listade i Catalogue of Life.